# Liste des ambassadeurs de France aux Tonga
La représentation diplomatique de la République française au royaume de Tonga est située à l'ambassade de France à Suva, capitale des Îles Fidji, et son ambassadeur est, depuis 2022, François-Xavier Léger.

## Représentation diplomatique de la France
Alors que la Grande-Bretagne du XIXe siècle s'employait à consolider sa souveraineté coloniale, la plupart des pays européens, dont la France, n'accordaient que peu d'attention aux archipels isolés de l'Océan Pacifique, dont les intérêts étaient principalement représentés par les missionnaires ou les commerçants. Une convention signée entre la France et les Tonga en 1855 protégea les missions catholiques. Mais les convoitises allemandes et les campagnes australiennes ou néo-zélandaises freinaient le développement de la présence française, d'autant que l'annexion de Tahiti de 1843 était toujours vue d'un mauvais œil. Finalement, les Tonga deviennent un protectorat britannique en 1900 et l'agence consulaire française fut fermée, la responsabilités des relations avec le gouvernement des Tonga échouant au consul de France à Wellington.
Depuis l'indépendance des Tonga, obtenue en 1970, ce fut d'abord l'ambassadeur de France en Nouvelle-Zélande qui fut accrédité auprès des Tonga, puis, depuis 1981, l'ambassadeur de France aux Fidji, en résidence à Suva.

## Ambassadeurs de France aux Tonga
| De   | À    | Ambassadeur               | Résidence  |
| ---- | ---- | ------------------------- | ---------- |
| 1971 | 1976 | Christian de Nicolay      | Wellington |
| 1976 | 1977 | Albert de Schonen         | Wellington |
| 1977 | 1981 | Jean Gueury               | Wellington |
| 1981 | 1984 | Robert Puissant           | Suva       |
| 1984 | 1990 | Daniel Dupont             | Suva       |
| 1990 | 1993 | Henri Jacolin             | Suva       |
| 1993 | 1997 | Jacques-André Costilhes   | Suva       |
| 1997 | 2000 | Michel Jolivet            | Suva       |
| 2000 | 2004 | Jean-Pierre Vidon         | Suva       |
| 2004 | 2006 | Eugène Berg               | Suva       |
| 2006 | 2008 | Jean-François Bouffandeau | Suva       |
| 2008 | 2011 | Michel Monnier            | Suva       |
| 2011 | 2015 | Gilles Montagnier         | Suva       |
| 2015 | 2018 | Michel Djokovic           | Suva       |
| 2018 | 2022 | Sujiro Seam               | Suva       |
| 2022 | auj. | François-Xavier Léger     | Suva       |

## Consulats
La France est représentée à Nuku'alofa, la capitale des Tonga, par un consul honoraire : Tupou Pasikala.